# Брюс Бетке
Брюс Бетке (англ. Bruce Bethke; нар. 1955) — американський письменник-фантаст, дав назву цілому піджанру фантастики — кіберпанку.

## Життєпис
Дебютував у 1983 році оповіданням під назвою «Кіберпанк» (завдяки якому термін кіберпанк ввійшов у широкий вжиток).
Перший роман — «Маверік» (1990) був написаний за сюжетною розробкою Айзека Азімова.
Роман «Головотроща», або «Аварія в голові» (англ. Headcrash, 1995) отримав Меморіальну премію імені Філіпа К. Діка.
У 1999 році став романізатором стрічки Баррі Зонненфельда «Дикий, дикий Вест».
Бетке не є професійним письменником. Він працює програмістом, а свою творчість вважає скоріше своїм хобі, яким займається у вільний час.
Наразі фантаст мешкає в штаті Міннесота, у передмісті Міннеаполісу — Pig's Eye Landing (дослівний переклад назви з англійської — Пристань свинячого ока).

### Оповідання
- «Кіберпанк[en]» (англ. Cyberpunk, 1983)

### Романи
- «Маверік» (англ. Maverick, 1990)
- «Головотроща» (англ. Headcrash, 1995)

### Романізації
- «Повсталий Місяць» (англ. Rebel Moon, 1996)
- «Дикий, дикий Вест» (англ. Wild Wild West, 1999)